# Whitworth (Lancashire)
Whitworth ist eine Stadt in Lancashire (England). Sie unterhält seit 1966 eine Städtepartnerschaft mit Kandel in der Südpfalz.

## Geographie
Die Stadtgemeinde Whitworth umfasst die gesamte Länge des von Norden nach Süden laufenden „Whitworth Valley“ (Whitworth Tal) und bedeckt eine Fläche von 1840 Hektar. Das Gebiet der Gemeinde liegt in den westlichen Ausläufern der Pennines und ist durchweg hügeliges Gelände. Der durch die Gemeinde fließende Fluss Spodden ist über den River Roch und River Irwell einer der Nebenflüsse des Mersey.
Die Gemeinde besteht aus den Ortsteilen Healey, Whitworth, Facit und Shawforth, die alle durch die Hauptstraße des Tals, die A671 verbunden sind. Im Norden ist die nächste Stadt Bacup, im Süden Rochdale.

## Geschichte
Der Überlieferung nach lag Whitworth zu Beginn am Rand des ausgedehnten Waldes von Rossendale, dessen Grenze sich bei Bacup befunden haben soll. Durch archäologische Funde sehr gut dokumentiert ist die Besiedlung in der Jungsteinzeit und in der Bronzezeit, für die Eisenzeit und die römische Zeit gibt es nur wenige Funde. Ab dem Beginn der mittelalterlichen Aufzeichnungen ist Whitworth keine eigenständige Gemeinde, sondern gehört zum benachbarten Rochdale. Diese Aufzeichnungen zeigen auch, dass einer der größten Landbesitzer das Kloster Whalley Abbey war. Die Wirtschaft basierte im Mittelalter hauptsächlich auf Ackerbau und Viehzucht. Es gab zusätzlich eine kleine örtliche Eisenverarbeitung.
Im frühen 15. Jahrhundert begann sich die Landnutzung zu verändern, die Wälder gingen zurück, die Schafhaltung und Wollverarbeitung wurde verstärkt, vereinzelt ist Kohleförderung dokumentiert.
Im 19. Jahrhundert kam es nach dem Bau der Straße durch das Tal zu einer sprunghaften industriellen Entwicklung, es entstanden Steinbrüche, Kohlebergwerke und Betriebe der Textilverarbeitung.

## Bauwerke
In der Gemeinde gibt es einige denkmalgeschützte Gebäude, von denen aber keines von überregionaler Bedeutung ist.

## Bevölkerung
Die Bevölkerung von Whitworth erreichte 1901 und den Folgejahren ihren Höchststand von 9.574 Einwohnern, infolge der Rezession in den 1930ern und wegen der Auswirkungen des Zweiten Weltkrieges nahm sie dann jedoch wieder ab. Die erste Nachkriegsvolkszählung im Jahr 1951 ermittelte eine Bevölkerung von 7442 Einwohnern, die bis 1961 weiter bis auf 7.031 schrumpfte. Seit damals ist die Bevölkerung wieder auf den gegenwärtigen Stand von 7700 angestiegen.

## Infrastruktur
Von 1881 bis 1947 hatte Whitworth einen Bahnschluss nach Bacup und Rochdale. Seit dem Ende des 19. Jahrhunderts gibt es zwei Speicherseen, die hauptsächlich der Verbesserung der Wasserversorgung dienen. Im Ort gibt es vier Grundschulen und eine weiterführende Schule. Das Gemeindegebiet wird vom Pennine Bridleway berührt.

## Verwaltung
Zur Verwaltung von Whitworth wurde 1871 eine lokale Behörde eingerichtet, die im Juni 1894 in einen städtischen Gemeinderat für die ab dann vollständig unabhängige Gemeinde umgewandelt wurde. Mit der Reorganisation der Gemeindeverwaltungen in England von 1974, wurde der örtliche Gemeinderat („Urban District Council“) abgeschafft und durch den Stadtrat von Whitworth („Whitworth Town Council“) innerhalb des neu geschaffenen Stadtrates des Bezirks Rossendale („Rossendale Borough Council“) ersetzt.

## Wirtschaft
Im gesamten Ortsgebiet finden sich noch un- oder umgenutzte Gebäude der Textilindustrie. In den 2010er-Jahren gibt es im Ort weiterhin einen großen Anteil gewerblicher Arbeitsplätze, aber der Dienstleistungssektor und das Handwerk beschäftigen den überwiegenden Teil der Einwohner.

## Sonstiges
Im April 1976 wurde ein Gebiet in und um Healey Dell am südlichen Ende des Tales als Naturschutzgebiet ausgewiesen, dem einzigen in Rossendale. Dieses Gebiet stellt eine Kombination von wertvollen Ökosystemen mit Spuren der industriellen Revolution dar. Ein bekannter Rest der alten Eisenbahninfrastruktur ist das 30 m hohe Healey Dell Viadukt.
Der ehemalige Bürgermeister der deutschen Partnerstadt Kandel, Oskar Böhm ist einer der Ehrenbürger Whitworths.

## Fotos

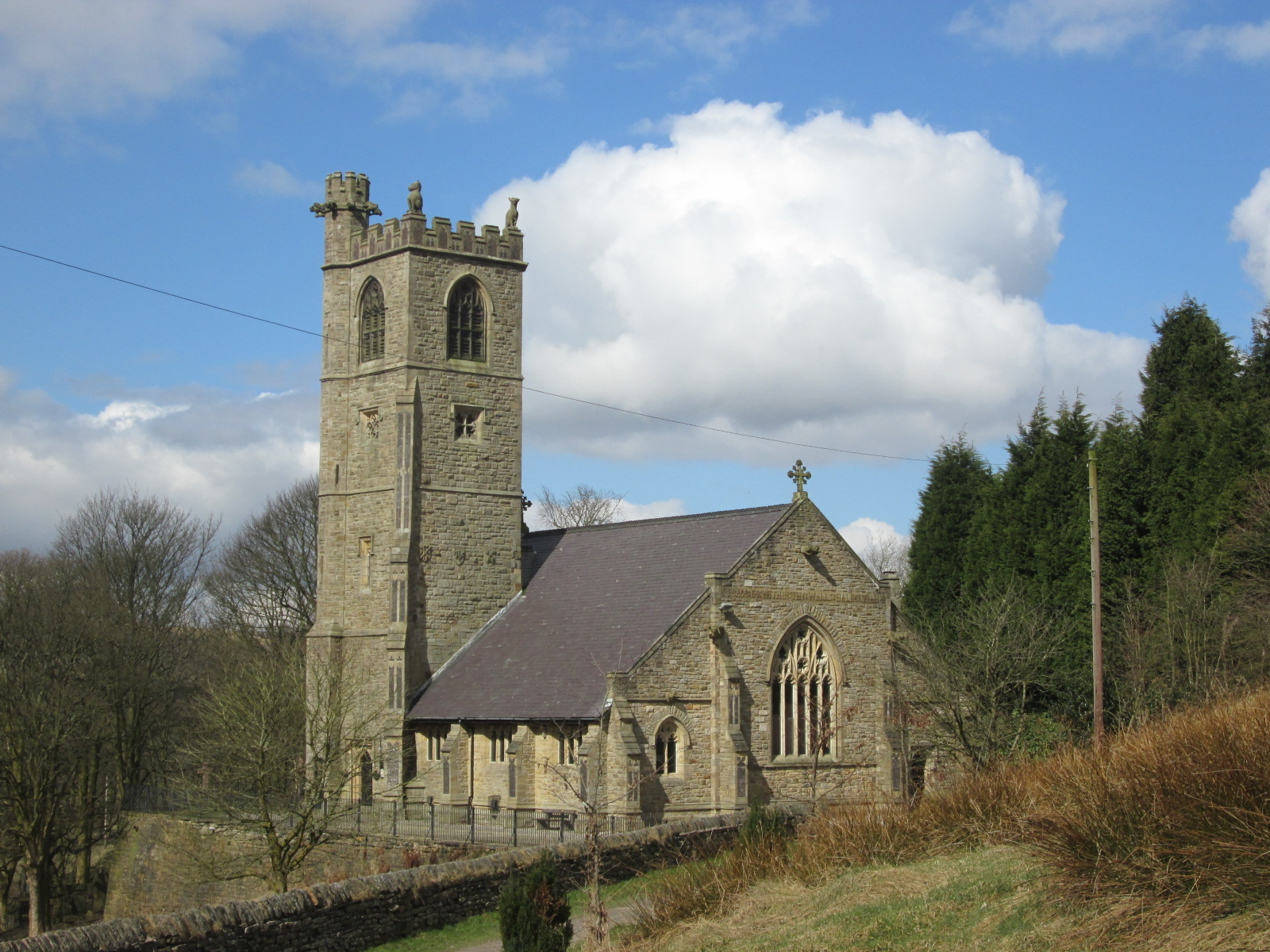
Die Kirche St. Bartholomew
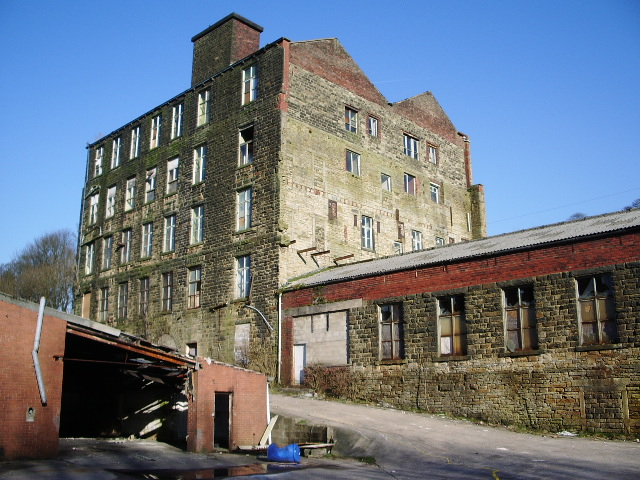
Ehemaliges Industriegebäude
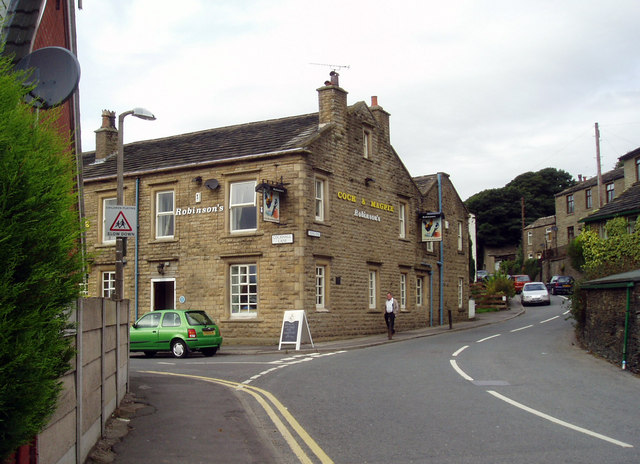
Häuser an der Straße Tong End
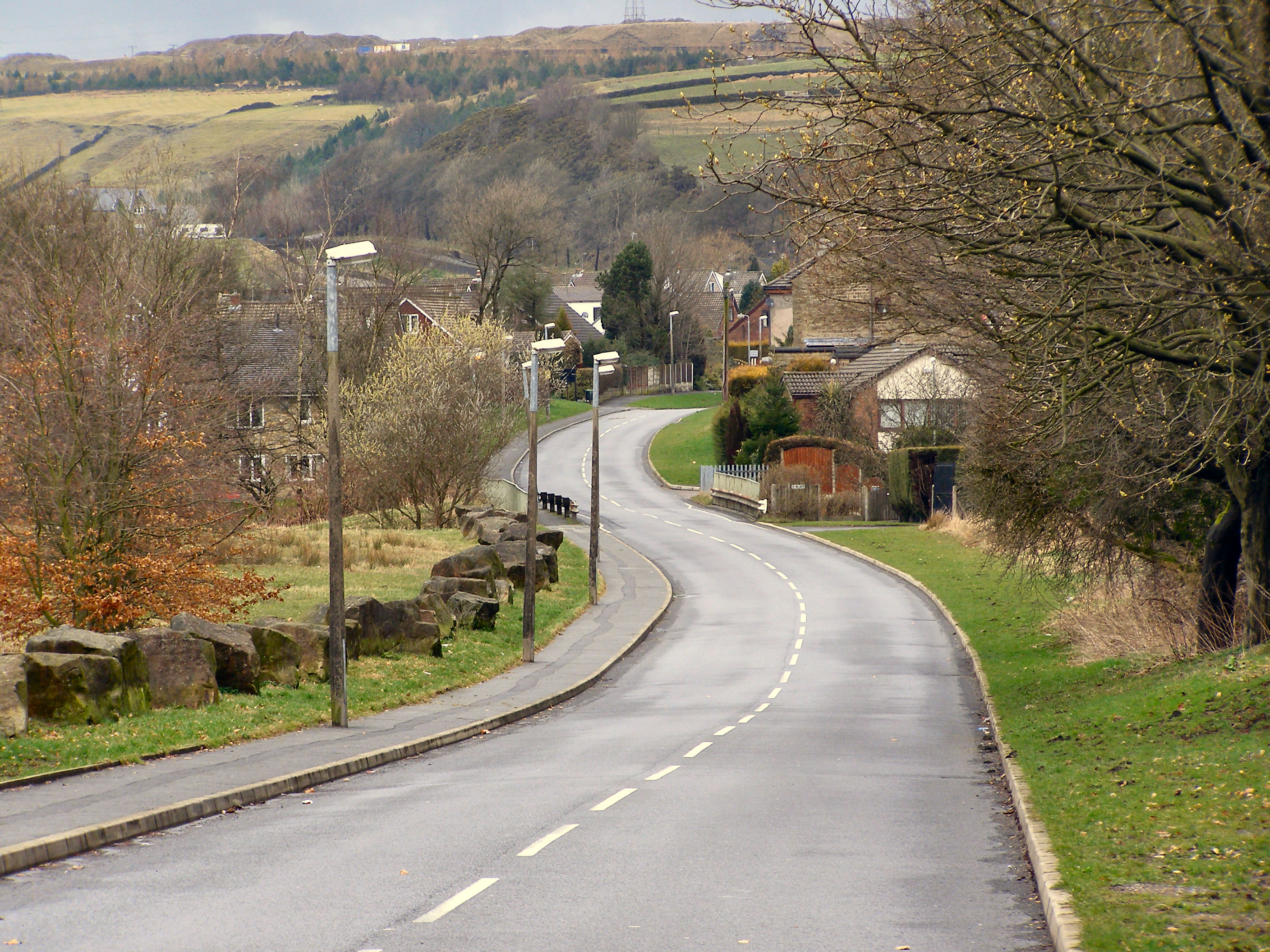
Die Straße Cowm Park Way
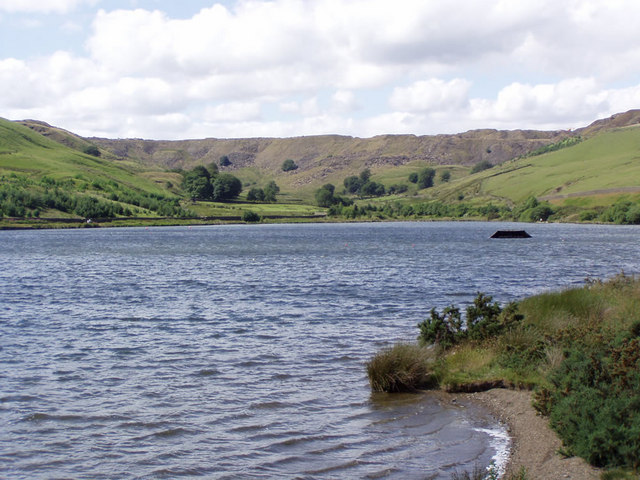
Der Speichersee Cowm Reservoir oberhalb des Ortes
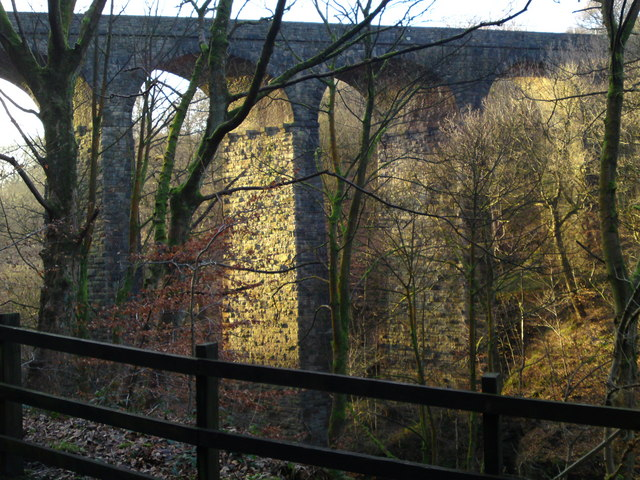
Healey Dell Viadukt